# Karl I. (Flandern)

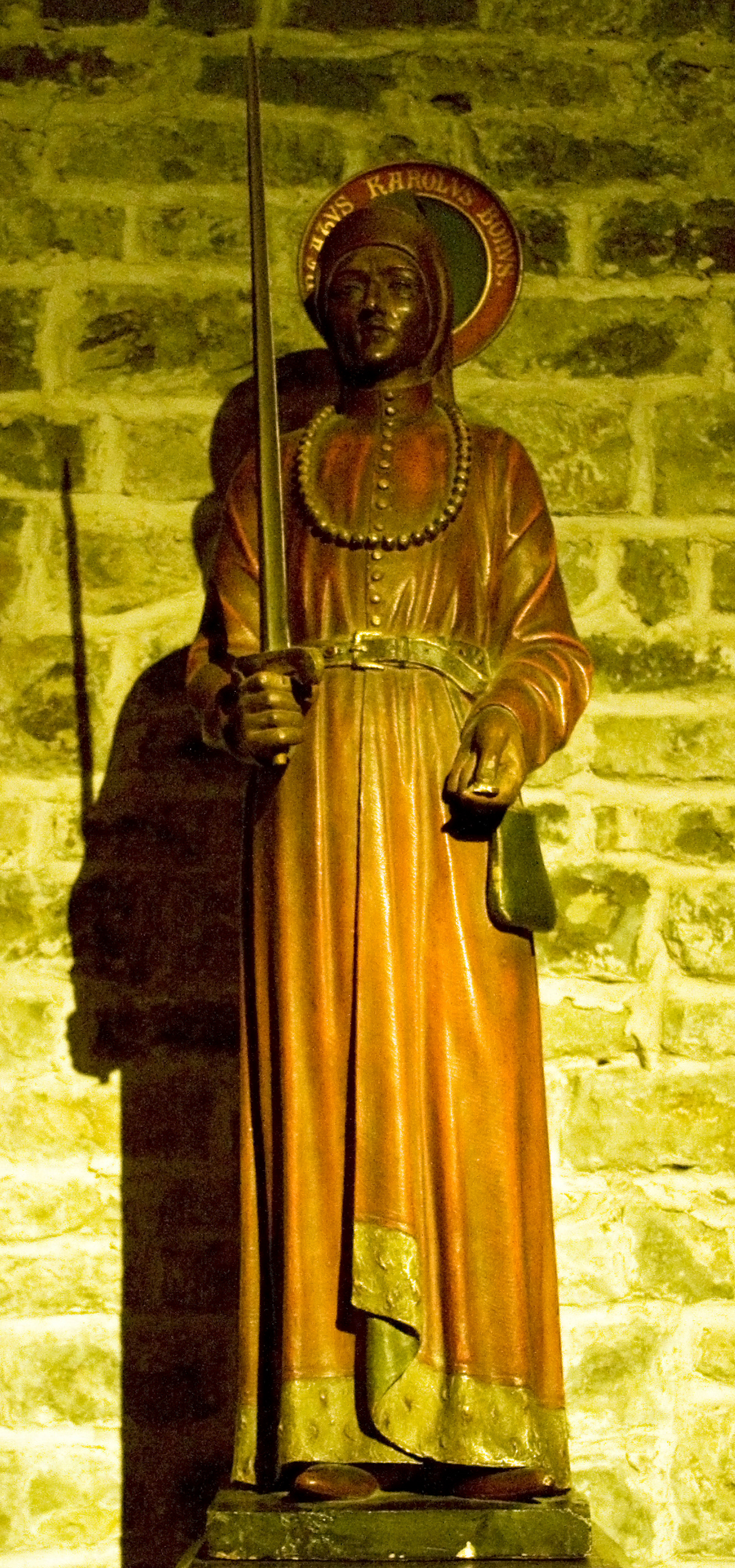
Karl der Gute

Karl I., genannt der Gute (* um 1085; † 2. März 1127 in Brügge) war Graf von Flandern.
Er ist der Sohn des Königs Knut IV. (der Heilige) von Dänemark und der Adela von Flandern, Tochter von Graf Robert I.

## Leben
Nachdem sein Vater 1086 erschlagen worden war, ging seine Mutter mit ihm nach Flandern zurück. Dort wuchs er am Hof seines Onkels Robert II. bzw. seines Vetters Balduin VII. auf und erhielt eine fundierte Ausbildung. 1117 heiratete er Margarete von Clermont, Tochter von Rainald II., Graf von Clermont-en-Beauvaisis. 1119, nach dem Tod Balduins VII. folgte er diesem als Graf von Flandern.
Als 1123 der Kreuzfahrer-König von Jerusalem, Balduin II., von Sarazenen gefangen genommen worden war, wurde Karl zum König von Jerusalem vorgeschlagen und galt als Anwärter auf die Königswürde im Römisch-deutschen Reich, dessen Krone ihm der Kanzler des Erzbischofs von Köln, Dietrich, 1125 anbot. Doch er lehnte beide Kandidaturen ab.
1127 wurde er in der Kirche St. Donatus in Brügge von Angehörigen einer mächtigen Dienstleute-Familie ermordet, deren Einfluss er eingeschränkt hatte. Er starb ohne Erben. Auf Vermittlung von König Ludwig VI. von Frankreich beerbte ihn sein Vetter zweiten Grades, Wilhelm Clito. 1884 wurde er von der katholischen Kirche seliggesprochen.